# Paromalus debilis
Paromalus debilis är en skalbaggsart som beskrevs av J. L. Leconte 1879. Paromalus debilis ingår i släktet Paromalus och familjen stumpbaggar. Inga underarter finns listade i Catalogue of Life.